# Mátyás Korányi
Mátyás Korányi (Szeged, 9 febbraio 1910 – 11 novembre 1967) è stato un calciatore ungherese, di ruolo attaccante.
Ebbe un fratello maggiore, Lajos, ed uno minore, Dezső, che furono anch'essi calciatori ad alti livelli.